# Río Cuyuní
Der Río Cuyuní oder Cuyuni River ist ein Fluss in Norden von Guyana und im Osten von Venezuela. Der Fluss fungiert auf einer Teilstrecke als Demarkationslinie zwischen den beiden Staaten, die um den Grenzverlauf streiten. Dort gibt es immer wieder kleine Scharmützel zwischen Einheiten beider Staaten.
Der Fluss hat eine Länge von 618 km. Er mündet in den Mazaruni, der sich dann mit dem Essequibo vereinigt. Der guyanische Teil der im Río Cuyuní liegenden Isla de Anacoco wurde am 12. Oktober 1966 von Venezuela annektiert.
Die einzige Querung über den Fluss ist die Hängebrücke über den Río Cuyuní und die benachbarte moderne Straßenbrücke im Zuge der Nationalstraße 10 (Troncal 10) bei El Dorado. 